# Tabernaemontana stenosiphon
Tabernaemontana stenosiphon är en oleanderväxtart som beskrevs av Otto Stapf. Tabernaemontana stenosiphon ingår i släktet Tabernaemontana och familjen oleanderväxter. Inga underarter finns listade i Catalogue of Life.